# Sara Gambetta
Sara Gambetta (Lauterbach, 18 febbraio 1993) è una pesista tedesca, specialista in gare multiple e poi getto del peso.

## Biografia
Dal 2013 si è specializzata nel lancio del peso a seguito di un infortunio nel salto in lungo. Il suo club era il TSG “Slitisa” di Schlitz prima di passare al SV Halle.
Suo padre, Carlos Gambetta, è stato campione argentino nei 200 metri, salto in alto e salto in lungo.

## Palmarès
| Anno | Manifestazione  | Sede     | Evento         | Risultato | Prestazione | Note                                     |
| ---- | --------------- | -------- | -------------- | --------- | ----------- | ---------------------------------------- |
| 2022 | Mondiali indoor | Belgrado | Getto del peso | 9ª        | 18,17 m     |                                          |
| 2022 | Europei         | Monaco   | Getto del peso | 5ª        | 18,48 m     |                                          |
| 2023 | Europei indoor  | Istanbul | Getto del peso | Argento   | 18,83 m     | Miglior prestazione personale stagionale |
| 2023 | Mondiali        | Budapest | Getto del peso | 12ª       | 18,71 m     |                                          |

## Altre competizioni internazionali
2017
- Campionati europei a squadre di atletica leggera ( Villeneuve-d'Ascq)